# Самушинська сільська рада
Саму́шинська сільська́ ра́да — адміністративно-територіальна одиниця та орган місцевого самоврядування в Заставнівському районі Чернівецької області. Адміністративний центр — село Самушин.

## Загальні відомості
- Населення ради: 382 особи (станом на 2001 рік)

## Населені пункти
Сільській раді підпорядковані населені пункти:
- с. Самушин

## Склад ради
Рада складається з 12 депутатів та голови.
- Голова ради: Когут Михайло Франкович
- Секретар ради: Пацаренюк Галина Василівна

### Керівний склад попередніх скликань
| Прізвище, ім'я, по батькові | Основні відомості                                                               | Дата обрання | Дата звільнення |
| --------------------------- | ------------------------------------------------------------------------------- | ------------ | --------------- |
| Когут Михайло Франкович     | Сільський голова, 1954 року народження                                          | 26.03.2006   | 31.10.2010      |
| Когут Михайло Франкович     | Сільський голова, 1958 року народження, освіта середня спеціальна, безпартійний | 31.10.2010   |                 |

Примітка: таблиця складена за даними сайту Верховної Ради України

### Депутати
За результатами місцевих виборів 2010 року депутатами ради стали:

#### За суб'єктами висування
| Суб'єкт висування                                       | Кількість обраних депутатів | %    |
| ------------------------------------------------------- | --------------------------- | ---- |
| Самовисування                                           | 7                           | 58,3 |
| Політична партія Всеукраїнське об'єднання «Батьківщина» | 5                           | 41,7 |

#### За округами
| № округу                                                | Прізвище, ім'я, по батькові    | Дата визнання обраним | Освіта  | Партійна приналежність                        | Відомості про обраного депутата                            |
| ------------------------------------------------------- | ------------------------------ | --------------------- | ------- | --------------------------------------------- | ---------------------------------------------------------- |
| Політична партія Всеукраїнське об'єднання «Батьківщина» |                                |                       |         |                                               |                                                            |
| 1                                                       | Лупуляк Іван Іванович          | 01.11.2010            | середня | позапартійний                                 | Самушинський навчально-виховний комплекс, сезонний кочегар |
| 2                                                       | Фірчук Микола Миколайович      | 01.11.2010            | середня | позапартійний                                 | тимчасово не працює                                        |
| 4                                                       | Пацаринюк Галина Василівна     | 01.11.2010            | вища    | позапартійна                                  | Самушинська сільська рада, секретар                        |
| 8                                                       | Хоманець Марія Дмитрівна       | 01.11.2010            | середня | позапартійна                                  | тимчасово не працює                                        |
| 11                                                      | Гуменюк Сергій Юрійович        | 01.11.2010            | вища    | член Всеукраїнського об'єднання «Батьківщина» | тимчасово не працює                                        |
| Самовисування                                           |                                |                       |         |                                               |                                                            |
| 3                                                       | Пацаренюк Василь Костянтинович | 01.11.2010            | середня | позапартійний                                 | тимчасово не працює                                        |
| 5                                                       | Лучик Марія Михайлівна         | 01.11.2010            | середня | позапартійна                                  | листоноша                                                  |
| 6                                                       | Рощук Василь Іванович          | 01.11.2010            | середня | позапартійний                                 | Укртелеком, електромонтер зв'язку                          |
| 7                                                       | Думенко Галина Василівна       | 01.11.2010            | середня | позапартійна                                  | приватний підприємець                                      |
| 9                                                       | Настащук Любов Сергіївна       | 01.11.2010            | середня | позапартійна                                  | тимчасово не працює                                        |
| 10                                                      | Голохвастова Надія Богданівна  | 01.11.2010            | вища    | позапартійна                                  | Самушинська сільська рада, головний бухгалтер              |
| 12                                                      | Денченко Любов Миколаївна      | 01.11.2010            | вища    | позапартійна                                  | Самушинський навчально-виховний комплекс, вчитель          |

## Населення
Згідно з переписом УРСР 1989 року чисельність наявного населення сільської ради становила 801 особа, з яких 339 чоловіків та 462 жінки.
За переписом населення України 2001 року в сільській раді мешкали 382 особи.

### Мова
Розподіл населення за рідною мовою за даними перепису 2001 року:
| Мова       | Відсоток |
| ---------- | -------- |
| українська | 98,43 %  |
| російська  | 1,05 %   |
| болгарська | 0,26 %   |
| румунська  | 0,26 %   |